# Parco del Poggio
Il parco del Poggio è un parco urbano di Napoli. Sorge nell'area residenziale dei Colli Aminei.
Voluto dalla Giunta comunale guidata da Antonio Bassolino e progettato dall'allora Servizio Progetti del Comune di Napoli, diretto dall'ingegner Bartolomeo Sciannimanica; i lavori di costruzione iniziarono nel 1998 e terminarono fra il 2000 e il 2001.
È situato in una cava di tufo utilizzata negli anni sessanta per l'edificazione di parte del vicino Rione Sapio; terminata l'estrazione del tufo, e in stato di abbandono per molti anni, si è pervenuti infine a progettare nella sua area questo parco urbano.
Il Comune di Napoli ha commentato la costruzione del parco con queste parole:
Nel parco vi è un'area giochi per bambini, delle gradinate per spettatori che si affacciano su di un laghetto semicircolare con cascate al centro del quale figura una pedana per spettacoli, ed infine vi è un belvedere dal quale si ammira un ampio panorama sul centro storico di Napoli e sul golfo in direzione del Vesuvio.
Nell'area del parco era un monumento sepolcrale romano chiamato "la Conocchia", distrutto negli anni sessanta.
Di seguito vengono riportate alcune immagini ritraenti il parco del Poggio:

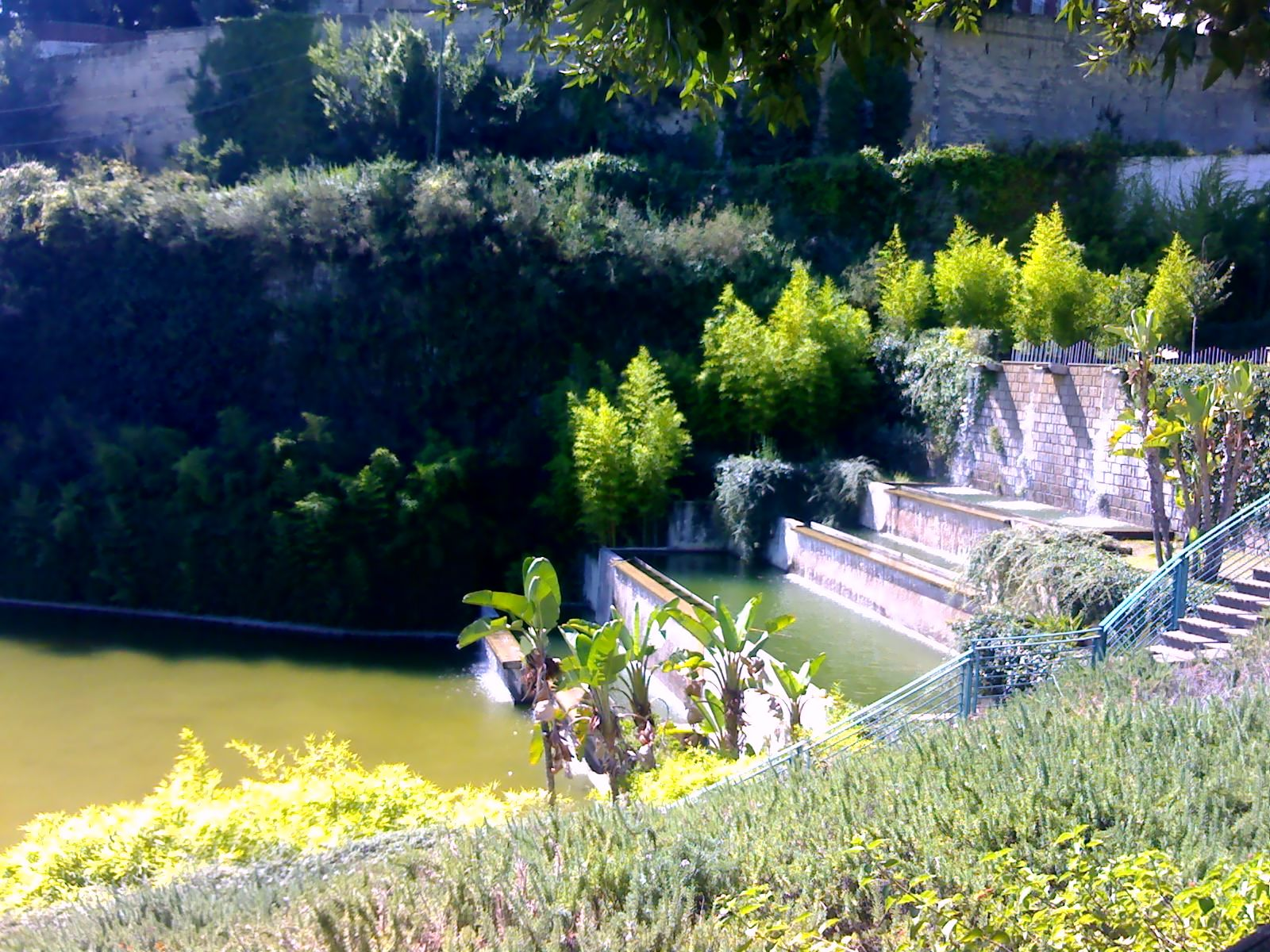
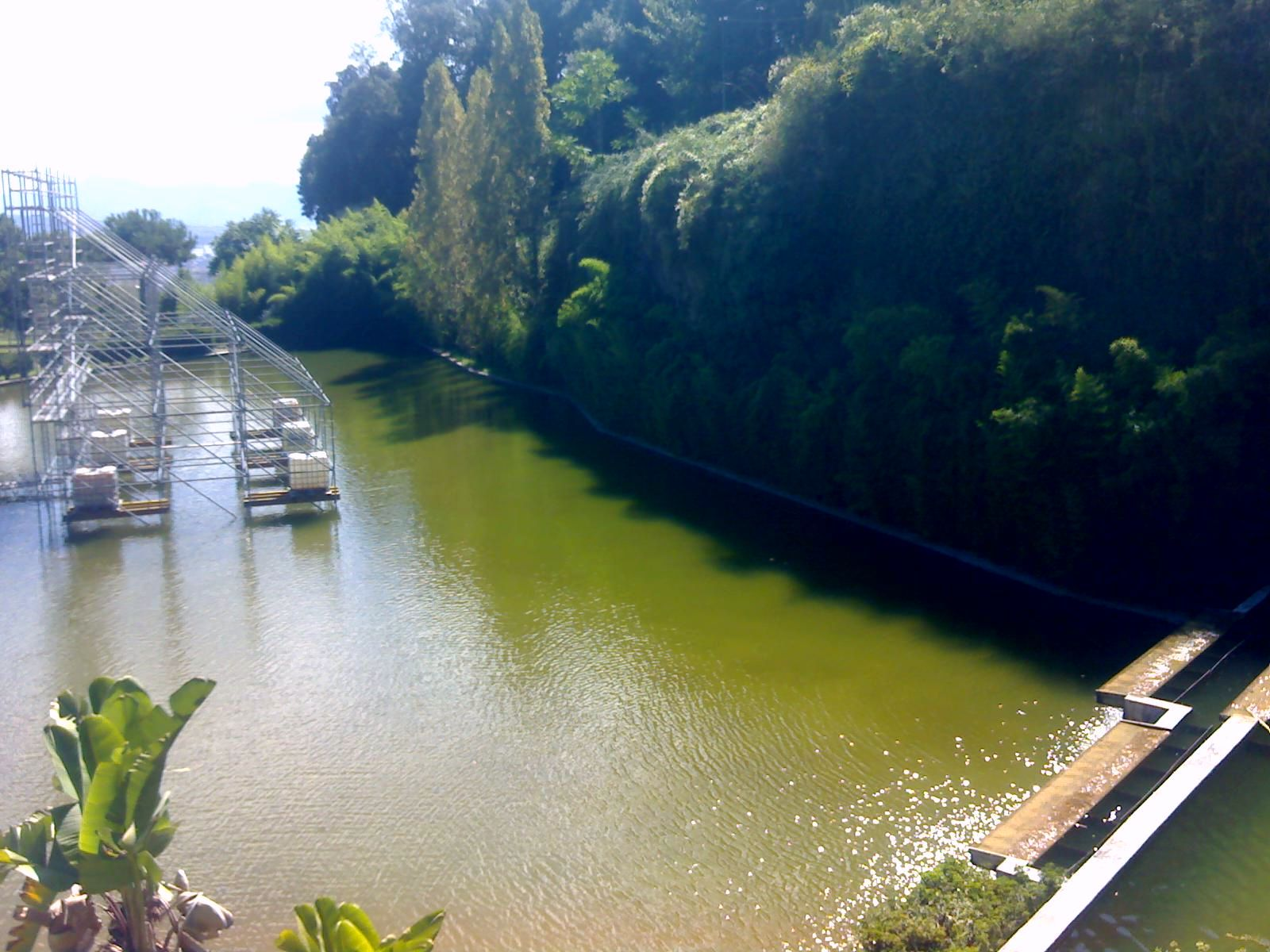
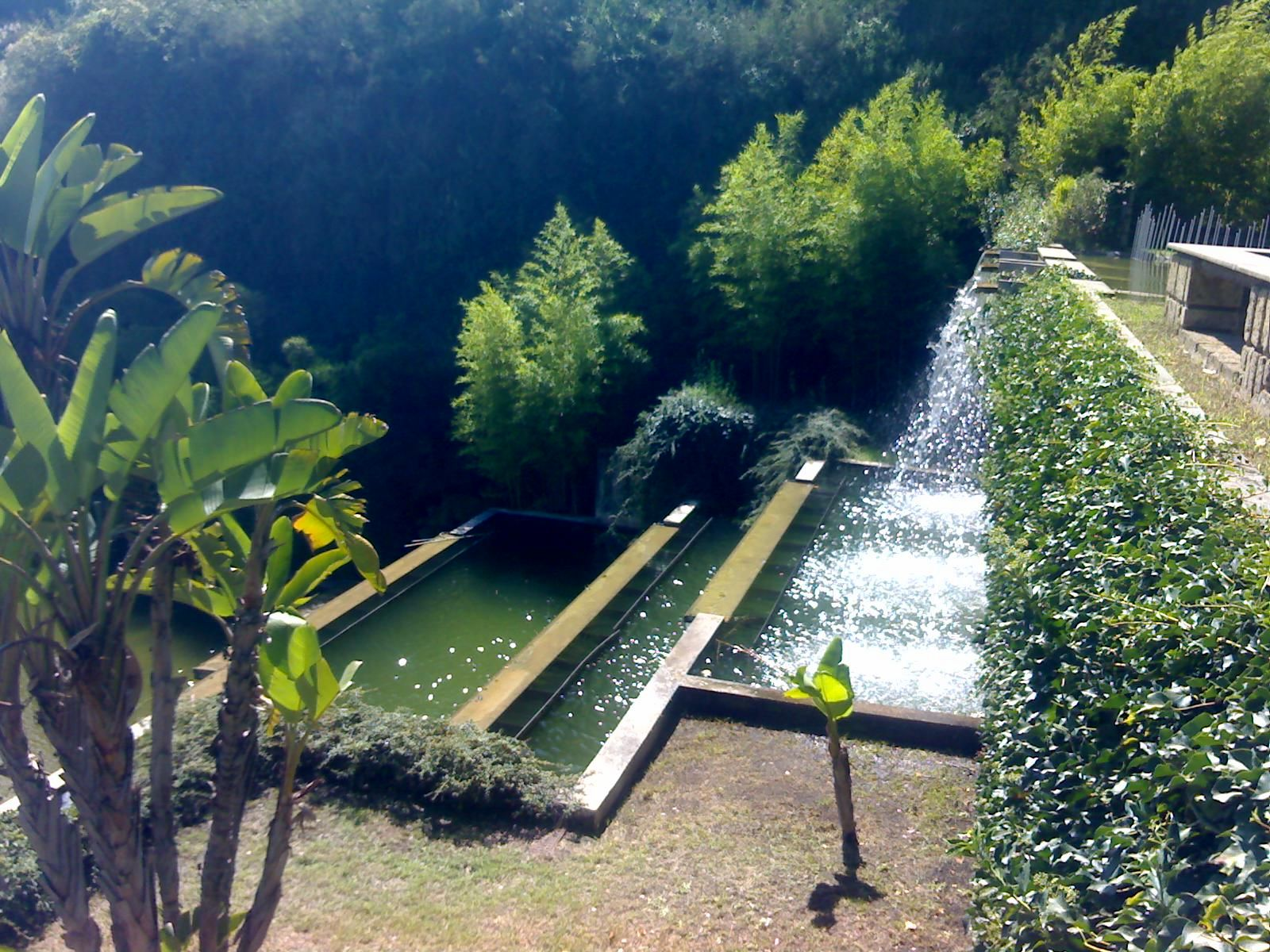

## Mezzi di trasporto
- Linea 1 (stazione Colli Aminei)
- Autobus  linea 604